# Rychalśka
Rychalśka (ukr. Рихальська) – stacja kolejowa w miejscowości Rychalśke, w rejonie zwiahelskim, w obwodzie żytomierskim, na Ukrainie. Położona jest na linii Kalinkowicze – Szepetówka.
Stacja istniała w okresie międzywojennym